# سفارة النرويج في تشيلي
سفارة النرويج في تشيلي هي أرفع تمثيل دبلوماسي لدولة النرويج لدى تشيلي. تقع السفارة في سانتياغو وهي تهدف لتعزيز المصالح النرويجية في تشيلي.

## وصلات خارجية
- الموقع الرسمي
- قائمة سفارات النرويج
- قائمة السفارات في تشيلي